# Condado de Warren (Misisipi)
El condado de Warren (en inglés: Warren County), fundado en 1809, es un condado del estado estadounidense de Misisipi. En el año 2000 tenía una población de 49.644 habitantes con una densidad poblacional de 33 personas por km². La sede del condado es Vicksburg.

## Geografía
Según la Oficina del Censo, el condado tiene un área total de 1603 km² (618,9 mi²), de la cual 1520 km² (586,9 mi²) es tierra y 83 km² (32,0 mi²) es agua.

## Demografía
En el 2000 la renta per cápita promedia del condado era de $ 35,056, y el ingreso promedio para una familia era de $41,706. El ingreso per cápita para el condado era de $17,527. En 2000 los hombres tenían un ingreso per cápita de $33,566 frente a $21,975 para las mujeres. Alrededor del 18.70% de la población estaba bajo el umbral de pobreza nacional.

## Condados adyacentes
- Condado de Issaquena (norte)
- Condado de Yazoo (noreste)
- Condado de Hinds (este)
- Condado de Claiborne (sur)
- Parroquia de Tensas, Luisiana (suroeste)
- Parroquia de Madison, Luisiana (oeste)

## Localidades

### Ciudades
- Vicksburg

### Lugares designados por el censo
- Beechwood

### Áreas no incorporadas
- Bovina
- Eagle Bend
- Flowers
- Redwood
- Waltersville
- Warrenton
- Yokena

## Principales carreteras
- Interestatal 20
- U.S. Highway 80
- U.S. Highway 61
- Carretera 3
- Carretera 27